# Sinfonia, K. 196+121 (Mozart)
La Sinfonia K.196+121, nota anche come Sinfonia "No. 36 in Do maggiore", è una composizione di Wolfgang Amadeus Mozart, attribuita alla sua produzione sinfonica del periodo classico. Questa sinfonia è spesso indicata con il suo numero di catalogo Köchel (K.196+121), che riflette la sua posizione nella catalogazione delle opere di Mozart. La sinfonia fu composta intorno al 1772, durante il soggiorno di Mozart a Salisburgo. È considerata una delle sue prime opere sinfoniche, caratterizzata da uno stile tipico del periodo classico, con una struttura equilibrata e melodie eleganti. La composizione mostra l'influenza delle sinfonie di Haydn, con cui Mozart aveva un rapporto di stima e collaborazione.
La Sinfonia K.196+121 è composta da quattro movimenti:
1. Allegro – Un movimento energico in Do maggiore, con temi vivaci e orchestrazione brillante.
2. Andante – Un movimento più lento e melodico, che offre un contrasto con il primo.
3. Menuetto: Allegretto – Un minuetto con tratti eleganti e ritmo moderato.
4. Presto – Un finale rapido e vivace, che conclude la sinfonia con un senso di leggerezza e dinamicità. L'orchestrazione tipica dell'epoca include archi, oboe, flauto, clarinetto, fagotto, corni e timpani. La sinfonia si distingue per la chiarezza delle linee melodiche e l'equilibrio tra gli strumenti. La Sinfonia K.196+121 rappresenta un esempio importante dello stile sinfonico di Mozart prima della sua maturità artistica. Sebbene meno conosciuta rispetto ad altre sue opere, essa contribuisce alla comprensione dello sviluppo della musica orchestrale nel XVIII secolo.

La numerazione K.196+121 indica che questa sinfonia è composta da due parti o frammenti, che sono stati successivamente uniti o considerati come un'unica opera. La sinfonia è stata eseguita e registrata più volte nel corso dei secoli ed è apprezzata per la sua freschezza e vitalità.